# درانی حسین
درانی حسن (زادهٔ ۳۱ ژانویهٔ ۲۰۰۰) بازیکن فوتبال اهل آلمان است.
وی همچنین در تیم ملی فوتبال زنان افغانستان بازی کرده‌است.